# Жижањ
Жижањ је мало ненасељено острвце у хрватском делу Јадранског мора.
Жижањ се налази у задарском архипелагу смештен 0,5 км јужно од крајњег западног дела острва Пашман и око 0,5 км северно од остврвца Гангарол. Површина Жижња износи 0,928 км². Дужина обалске линије је 4,51 км.. Највиша тачка на острвцу је висока 48 м.